# Hans Dekkers (1928-1984)
|  | No confondre amb el també ciclista Hans Dekkers, nascut el 1981 |

Hans Dekkers (Eindhoven, 16 de juny de 1928 - 30 d'agost de 1984) va ser un ciclista neerlandès que fou professional entre 1951 i 1955. En el seu palmarès destaca una victòria d'etapa al Tour de França de 1952 i dos campionats nacionals en ruta dels Països Baixos.

## Palmarès
- 1949
  - 1r al Circuit de Kempen
- 1950
  - Vencedor d'una etapa a la Volta a Limburg
- 1951
  -  Campió dels Països Baixos en ruta
  - 1r a la Ronde van Noord-Holland
- 1952
  -  Campió dels Països Baixos en ruta
  - Vencedor d'una etapa al Tour de França
  - Vencedor d'una etapa a la Volta als Països Baixos
- 1953
  - 1r al Scheldeprijs

### Resultats al Tour de França
- 1951. No surt (15a etapa)
- 1952. 60è de la classificació general. Vencedor d'una etapa